# Château de Malherbes
 (décembre 2020).
Si vous disposez d'ouvrages ou d'articles de référence ou si vous connaissez des sites web de qualité traitant du thème abordé ici, merci de compléter l'article en donnant les références utiles à sa vérifiabilité et en les liant à la section « Notes et références ».
 (décembre 2020).
Le château de Malherbes est un domaine viticole de 20 hectares, situé sur la commune de Latresne, en Gironde et la région Nouvelle-Aquitaine.

## Histoire du domaine
Le château est créé à la fin du XIVe siècle par Guilhem de Malherbes, chevalier revenant des Croisades. La présence d'une maison noble est attestée depuis le XVIe siècle.
C'est un domaine viticole de 20 hectares, dont 12 hectares de vignes. Il se situe sur la rive droite du vignoble bordelais, en AOC Cadillac Côtes de Bordeaux,.
En 2014, Mikhaïl Bereshchanskii, homme d’affaires russe, achète la propriété pour y investir.
En 2021, un nouveau chai « par gravité » est construit sur le site[réf. souhaitée].

## Terroir et cépages
Le sol est constitué d'une alternance de graves et d'argiles sur un sous-sol argilo-calcaire favorisant un drainage optimal.
Les cépages typiques du vignoble bordelais y sont plantés : merlot, cabernet franc et cabernet sauvignon pour les rouges, sauvignon blanc et sémillon pour le blanc.

## Vins
Les vendanges s’effectuent à la main et en cagette. Les baies sont ensuite placées en chambre froide avant de bénéficier d’un tri par densité sélectionnant uniquement les plus mûres. S’ensuivent une macération pré-fermentaire à froid, une fermentation alcoolique en cuve et une fermentation malolactique en barrique. Le vin est ensuite élevé dans des barriques neuves.[réf. nécessaire]
Le domaine produit trois vins :
- Le Château de Malherbes, vin rouge
- Le Château de Malherbes, Grand Vin blanc
- Malherbes, Grand Vin rouge

## Architecture
Le logis a été reconstruit au XIXe siècle dans un genre rappelant le XVIe siècle.[réf. nécessaire]
Les communs sont antérieurs avec des parties du XIVe siècle et la majorité construite au XVIIIe siècle.
L'ensemble est dans un parc.[réf. nécessaire]